# Траншейний рондаш

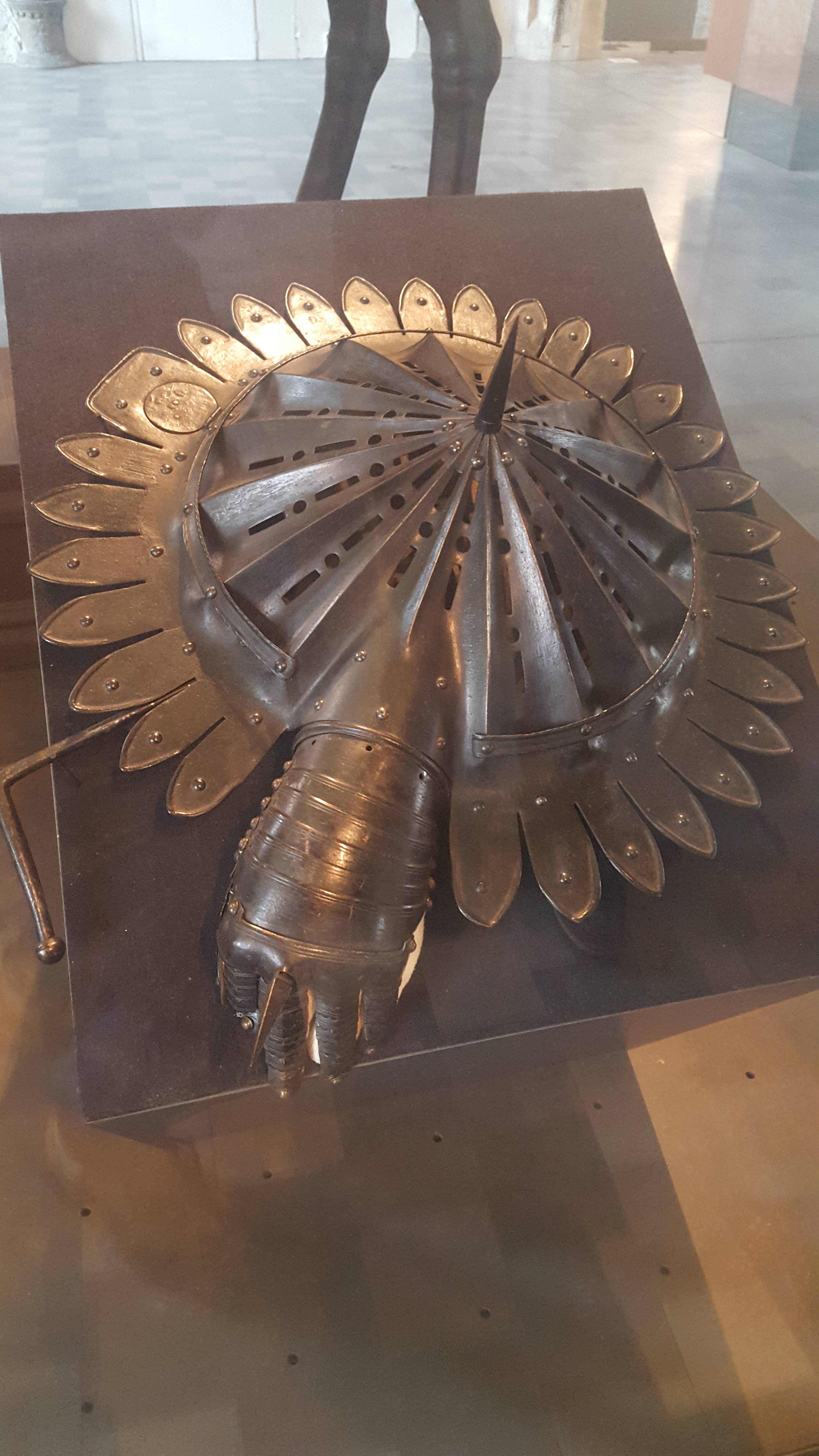
Траншейний рондаш

Траншейний ронда́ш, ліхтарний рондаш (фр. rondache) — щит європейських кіннотників раннього середньовіччя, різновид рондаша, що має бойову рукавицю. Траншейний рондаш з'явився в Італії у 15 або 16 столітті.Траншейний рондаш має круглу форму, рідше — загострений донизу. Майже завжди виготовлений з металу. Траншейний рондаш носиться на лівій руці і використовувався як для захисту, так і для завдавання ушкоджень противнику. Цей щит походить від звичайного круглого щита рондаша, але відрізняється від нього широким функціоналом. Ліхтарним його називали ще й тому, що він міг бути обладнаним ліхтарем. Траншейний рондаш не просто допомагав закритися від удару супротивника, але і дозволяв завдати йому удару, обеззброїти або зламати зброю. З цією метою рондаші оснащувалися додатковими клинками, шпаголомами і пастками для клинків. Щити складалися з двох пластин, на зовнішній з яких було безліч отворів, в які могли потрапити клинки ворога. Інколи у верхній частині щита був отвір для ліхтаря, світло якого можна було регулювати за допомогою засувки, він призначався для ведення бою у ночі.